# Diplococcium clarkii
Diplococcium clarkii är en svampart som beskrevs av M.B. Ellis 1976. Diplococcium clarkii ingår i släktet Diplococcium och familjen Helminthosphaeriaceae.   Inga underarter finns listade i Catalogue of Life.